# Maitripa
Maitripa (1007-1077) byl buddhistický mistr vadžrajány. V mládí studoval na slavných buddhistických univerzitách Nálanda a Vikramášila. Studia ale opustil, aby mohl praktikovat vadžrajánu. Stal se žákem Šavaripy, který mu předal nejdůležitější nauky vadžrajány - mahámudru.
Spolu s Náropou byl učitelem Marpy. Maitripa předal nauky o mahámudře Marpovi, který je následně přinesl do Tibetu. Maitripa je znám také z nauk (Uttara Tantra Shastra) - nauky mahajány.